# Sant'Agatoclia
Agatoclia (... – 230 circa) fu, secondo la tradizione, una giovane cristiana che subì il martirio nella Spagna degli anni 230.

## Biografia
Secondo la tradizione, Agatoclia era la schiava di Nicola e Paolina una coppia che, dal cristianesimo, si era convertita al paganesimo. I suoi padroni l'avrebbero sottoposta ad ogni tipo di abuso e angheria affinché rinunciasse alla propria fede e, non riuscendola a convincerla, la consegnarono nelle mani della giustizia. Torturata nuovamente, Agatoclia rimase salda nelle sue convinzione e, condannata a morte, le fu amputata la lingua e fu arsa sul rogo.